# Верхні Тимерсяни
Верхні Тимерсяни (рос. Верхние Тимерсяны) — село в Цильнинському районі Ульяновської області Російської Федерації.
Населення становить 949 осіб. Входить до складу муніципального утворення Тимерсянське сільське поселення.

## Історія
Від 2004 року входить до складу муніципального утворення Тимерсянське сільське поселення.

## Населення
| 2010 |
| ---- |
| 949  |